# Raz, dwa, trzy, umierasz ty!
Raz, dwa, trzy, umierasz ty! (ang. Truth or Dare) – brytyjski horror z 2012 roku w reżyserii Roberta Heatha. Wyprodukowana przez wytwórnię Corona Pictures.
Premiera filmu odbyła się 6 sierpnia 2012 w Wielkiej Brytanii. Zdjęcia do filmu zrealizowano w Londynie w Anglii w Wielkiej Brytanii.

## Opis fabuły
Pięcioro studentów świętuje zakończenie pierwszego roku. Podczas zabawy Felix (Tom Kane) zostaje wyśmiany i popełnia samobójstwo. Kilka miesięcy później starszy brat Felixa, Justin (David Oakes), organizuje imprezę, na którą zaprasza kolegów. Zabawa zamienia się w brutalną grę.

## Obsada
Źródło: Filmweb
- David Oakes jako Justin
- Jason Maza jako Jonesy
- David Sterne jako Woodbridge
- Tom Kane jako Felix
- Liam Boyle jako Paul
- Jennie Jacques jako Eleanor
- Jack Gordon jako Chris
- Florence Hall jako Gemma
- Alexander Vlahos jako Luke

i inni.